# Ваља Енеј (Њамц)
Ваља Енеј (рум. Valea Enei) насеље је у Румунији у округу Њамц у општини Оничени. Oпштина се налази на надморској висини од 195 m.

## Становништво
Према подацима из 2002. године у насељу је живело 356 становника, од којих су сви румунске националности.